# آن رينالدي
آن رينالدي (بالإنجليزية: Ann Rinaldi)‏ (27 أغسطس 1934)؛ كاتِبة مُتخصِّصة في أدب الأطفال وروائية أمريكية.